# Berta di Groitzsch
Berta di Groitzsch o di Morungen, (... – 16 maggio 1144) è stata una nobile tedesca.

## Biografia
Era una figlia del conte Wiprecht di Groitzsch e di sua moglie Giuditta, che morì dando alla luce un'altra figlia.
Quando Berta di Groitzsch ricevette in dote l'area intorno a Zwickau nel 1092, cercò, come zelante sostenitrice del cristianesimo, di sradicare il paganesimo che era ancora diffuso in questa zona. Intorno al 1112 chiese quindi a Teodorico, vescovo di Naumburg appartenente forse alla stirpe Wettin, di permettere la fondazione e la costruzione di una chiesa per il Gau di Zwickau. Questa chiesa fu consacrata come chiesa di Santa Maria dal vescovo Teodorico il 1º maggio 1118, come risulta da un documento dell'archivio comunale di Zwickau. In esso è nominata la fondatrice, Berta di Groitzsch. La chiesa di Santa Maria fu assegnata all'abbazia di Posa (vicino a Zeitz). Nel 1118 sei monaci del suddetto monastero iniziarono il loro lavoro nella parrocchia, che era essenzialmente un servizio missionario. Dopo un breve matrimonio, Berta divorziò da Sizzo di Käfernburg e in seguito divenne moglie del conte Dedo IV di Wettin, con il quale ebbe una figlia, Matilde, divenendo così la Stammmutter della casa reale sassone.
Nel 1124 Berta rimase vedova e trasmise buona parte dei possedimenti del marito a Dedi V, che lo trattò come un figlio adottivo. Nel 1135 ereditò invece i possedimenti del fratello Enrico, tra cui Leisnig e Colditz, che dopo la sua morte passò alla figlia Matilde, la quale la cedette al marito, il Vogt della collegiata di Bamberga Rapoto di Abenberg.